# This Life (serie televisiva 1996)
This Life è una serie televisiva drammatica prodotta dalla "World Productions" ed andata in onda sulla BBC Two per due stagioni nel 1996 e 1997, a cui si è aggiunta una riunione speciale nel 2007.
La serie si incentrava sulle vicende di un gruppo di ventenni appena diplomati che iniziavano la loro carriera nel mondo lavorativo e condividevano una casa nella zona sud di Londra.
La serie fu creata da Amy Jenkins, che scrisse anche qualche episodio. Ad essa si affiancarono Joe Ahearne (che inoltre ha diretto alcuni episodi - l'unica persona a farlo in ambedue le stagioni), Ian Iqbal Rashid, Amelia Bullmore e Matthew Graham. Tony Garnett era il produttore esecutivo e Jane Fallon il produttore di entrambe le stagioni.
La prima stagione ebbe un successo critico modesto, ma il contratto originale di produzione ne aveva assicurato una seconda. Nell'attesa che questa venisse mandata in onda, vennero trasmesse le repliche della prima contribuendo a generare un improvviso interesse verso lo show, al punto che milioni di telespettatori attendevano di scoprire come sarebbero andate a finire le varie trame.
La seconda serie si concludeva con il primo piano di un annuncio per affittare la casa e l'intenzione originale era di continuare con un nuovo cast. Il produttore Mark Ravenhill era già coinvolto nelle prime linee della terza stagione, ma i programmi furono abbandonati.
Nel 2006, la BBC ricontattò il cast originale per uno special di ottanta minuti, che trattava cosa era accaduto ai personaggi principali durante i dieci anni passati. Il nuovo episodio intitolato + 10 andò in onda con la sequenza originale dei titoli di testa il 2 gennaio 2007 e fu una coproduzione fra BBC Wales e l'originale "World Production". + 10  fu scritta da Jenkins, diretta da Ahearne e prodotta da Garnett. Ottenne 3.5 milioni di spettatori ed un 14 % di share.